# Wat Paramai Yikawat

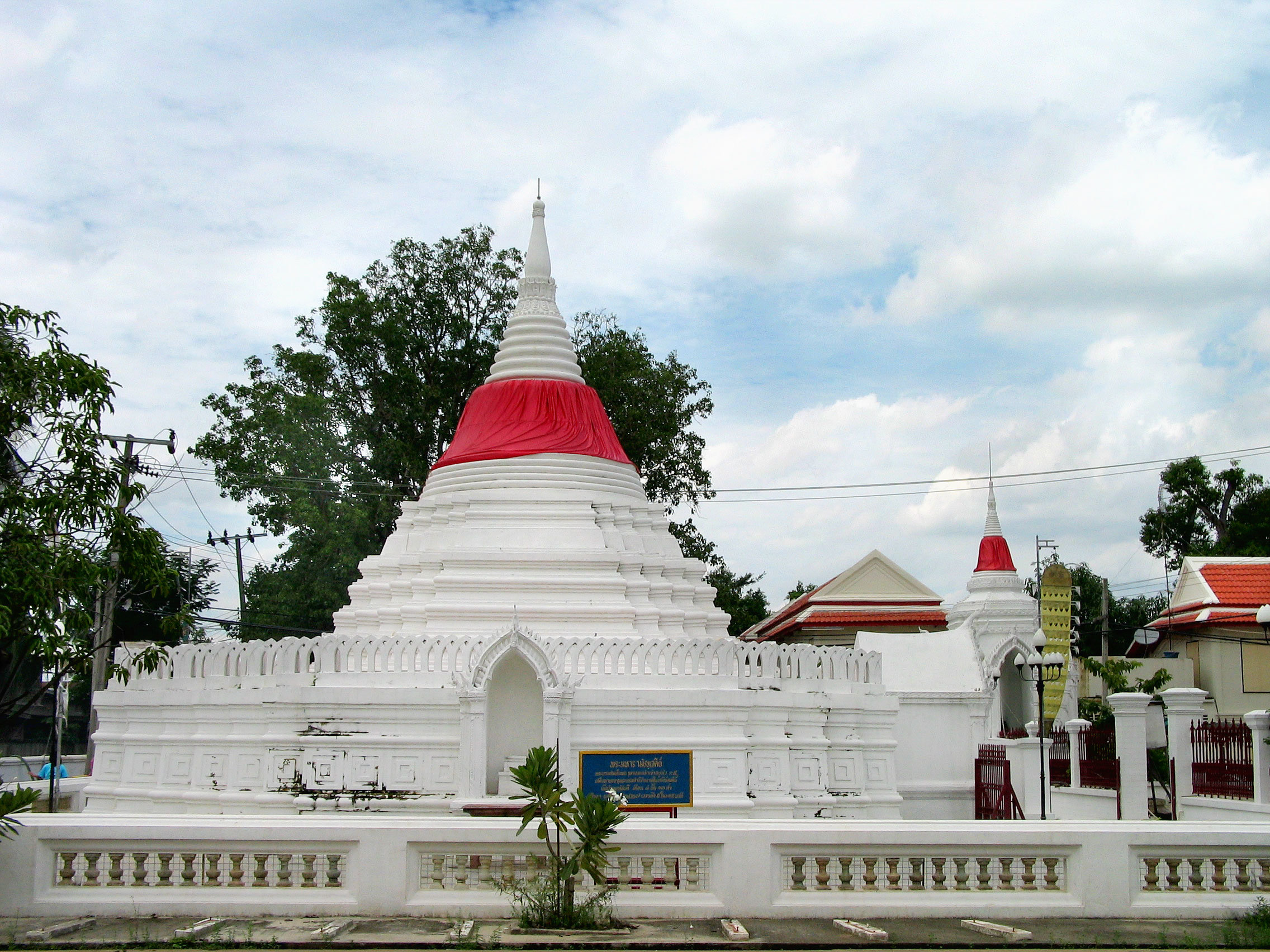
Chedi im Wat Paramai Yikawat

Der Wat Paramai Yikawat (vollständiger Name: Wat Paramai Yikawat Worawihan, Thai วัดปรมัยยิกาวาส์วรวิหาร, etwa: „Tempel der Großmutter“, auch „Wat Mon“ genannt) ist eine buddhistische Tempelanlage (Wat) auf der Insel Ko Kret im Mae Nam Chao Phraya der Provinz Nonthaburi. Wat Paramai Yikawat ist ein „Königlicher Tempel Zweiter Klasse“

## Lage
Die Insel Ko Kret eine knapp vier Quadratkilometer große Insel inmitten des Maenam Chao Phraya. Diese Insel wird im Norden, Westen und Süden vom ursprünglichen Lauf des Chao-Phraya-Flusses gebildet, das Ostufer bildet ein Kanal (Khlong), dem Khlong Lat Kret (คลองลัดเกร็ด). Im äußersten Nordosten dieser Insel liegt Wat Paramai Yikawat. Er gehört zu der Gemeinde Ko Kret des Landkreises (Amphoe) Pak Kret, Provinz Nonthaburi.

## Baugeschichte
Der Wat Paramai Yikawat wurde im Stil der Mon errichtet, deshalb wird er von der lokalen Bevölkerung meist Wat Mon genannt.

## Sehenswürdigkeiten
Folgende Sehenswürdigkeiten befinden sich im Bereich des Wat Paramai Yikawat:
- ein zwölf Meter langer liegender Buddha
- Wandmalereien mit Darstellungen zum Leben des Buddha
- eine aus Marmor gefertigte Chedi im Stile der Mon (Dvaravati)
- die Buddha-Statue im Ubosot (Ordinationshalle)

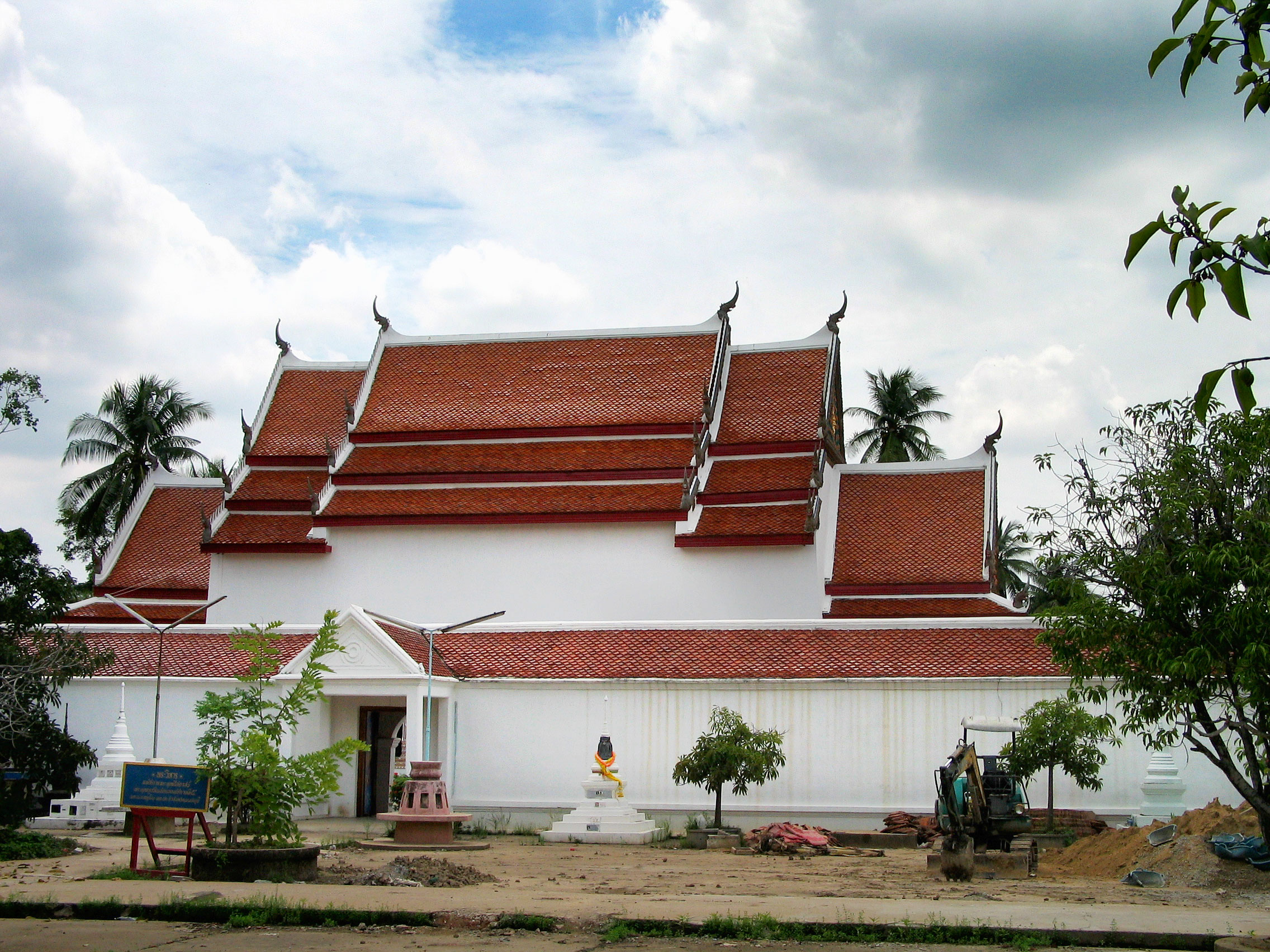
Wihan des Liegenden Buddha
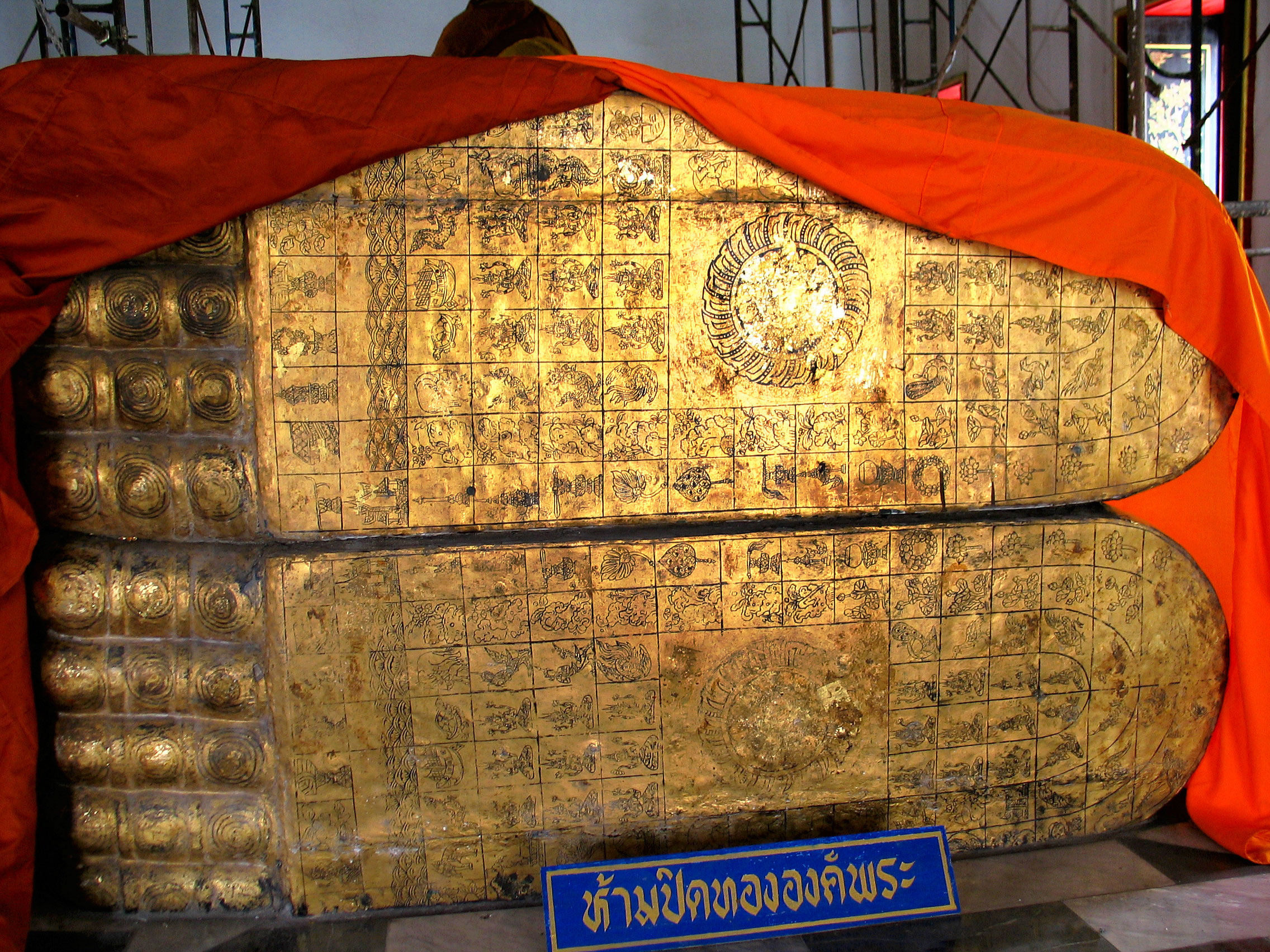
Die Fußsohlen des Liegenden Buddha
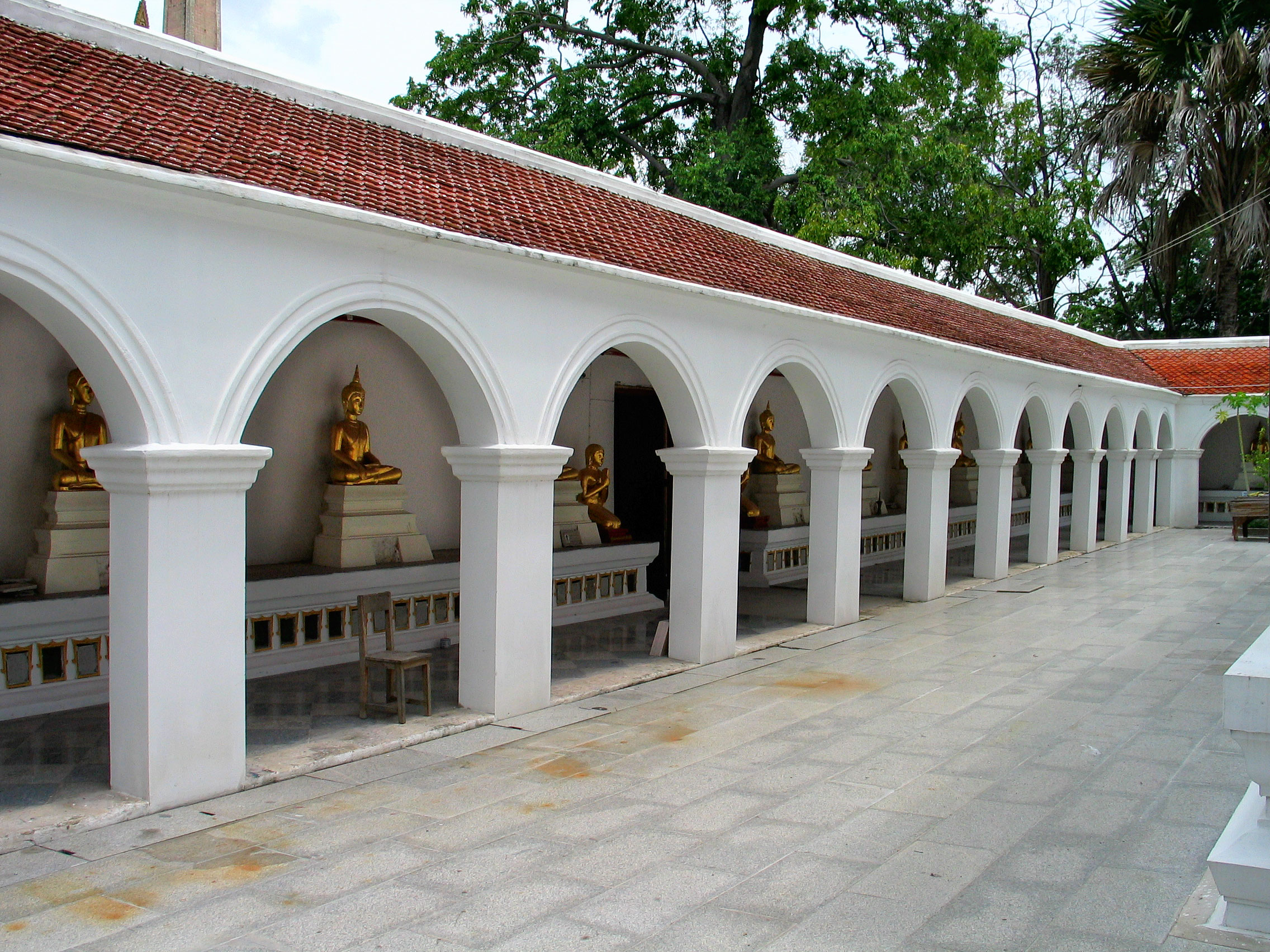
Phra Rabiang um den Wihan des Liegenden Buddha
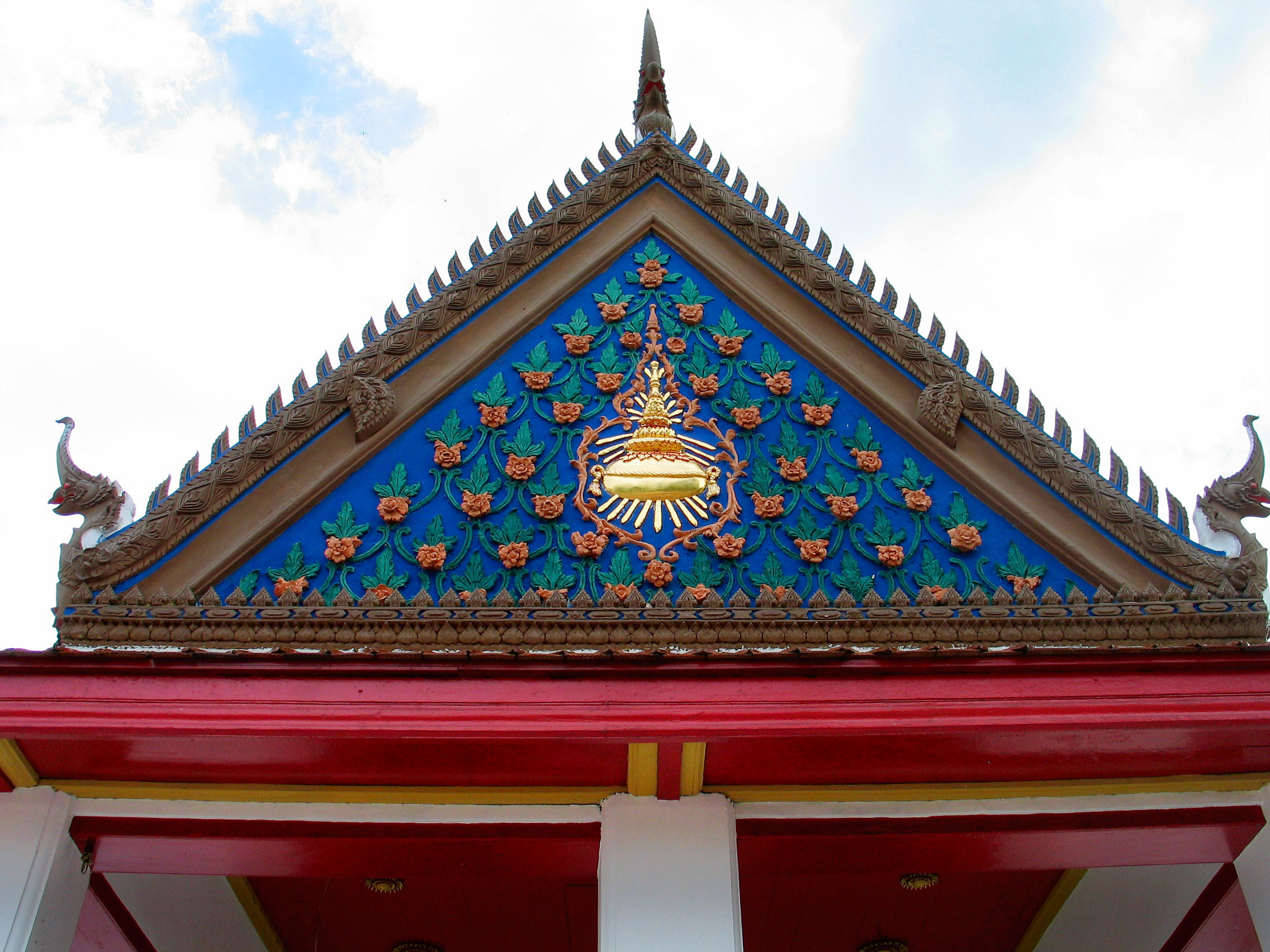
Giebel des Ubosot